# 崔沂
崔沂（？—？），字德潤，唐朝末年與五代政治人物，出身於博陵崔氏。

## 生平
崔沂是唐末宰相崔鉉的兒子，崔沆的弟弟。崔沂舉進士後，在昭宗時已經累遷至員外郎知制誥。知制誥是掌管詔令的官員，然而寫文章不是崔沂的強項，有一次崔沂與同事顏蕘、錢珝一起工作，顏蕘、錢珝在談笑間起草了數十道制書，崔沂自愧不如。次日崔沂請見宰相，說他自己才疏學淺，不足以勝任現在的職務。宰相於是任命他擔任諫議大夫。
後梁建立之後，崔沂擔任御史大夫，開平四年（910年）寇彥卿入朝，有人不迴避，與前導隊伍衝撞而死。寇彥卿自首此事，朱溫念他是功臣，要寇彥卿私下了結，花錢消災安撫死者家屬。崔沂彈劾寇彥卿殺人，最後朱溫將寇彥卿降為游擊將軍、左衛中郎將。寇彥卿揚言要花萬緡錢買崔沂的人頭，崔沂稟報朱溫，朱溫派人告訴寇彥卿：「崔沂有毫髮傷，我當族汝！」於是功臣驕橫的風氣稍稍收斂。
後唐時，李存勗讓崔沂擔任左丞判吏部尚書銓選司，後來崔沂一度被貶官為石州司馬，明宗即位後才被召還，再次擔任左丞。崔沂以衰疾告老，授太子少保致仕，以七十餘歲的高齡於龍門的別墅去世。贈太子少傅。

## 延伸阅读
[在维基数据编辑]
 《舊五代史·卷68》，出自薛居正《舊五代史》